# Balma dels Ossos
La Balma dels Ossos és un jaciment arqueològic, situat al municipi de Sallent (Bages), inclòs a l'Inventari del Patrimoni Arqueològic i Paleontològic de Catalunya.
La seva cronologia es situa a l'Eneolític i l'Edat del Bronze Mig, amb una cronologia estimada del 2.200 - 1.200 aC.
Es tracta d’una balma sepulcral paradolmènica, situada sota un bloc calcari, a la base de la qual s'hi van trobar nombrosos enterraments col·lectius amb aixovars variats. Mesura 1,70 metres de fons per 1,55 metres d’alçada, tot i que originalment era més àmplia. El material recuperat es troba dipositat al Museu Comarcal de Manresa. Fou estudiada per primer cop durant al 1920, i posteriorment excavada per Miquel Cura al 1976.

## Localització
Al jaciment s'hi accedeix des del municipi de Balsareny. Cal prendre la carretera BP-4313, que condueix a Avinyó. A l'altura del Km 35, s'agafa el camí de Soler de Lloberes, que s'inicia a mà esquerra, i que porta a Cornet. Passats uns 450 m s'ha d'agafar a mà dreta el camí de terra que condueix al mas de La Torre, que es troba a 1,8 km. 100 m més endavant d'aquest mas, el camí es bifurca, i cal prendre el camí de l'esquerra. 340 m més endavant, en una altra bifurcació, s'ha d'agafar el camí de terra a la dreta i, passats uns 200 m, s'ha d'agafar una altra vegada el trencall de la dreta en una corba molt tancada que puja fins a la carena del Serrat de Viranes. S'ha de seguir aquest camí 1 km fins al camp que es troba al capdamunt. La balma es troba a mà dreta, a sota del camí, a uns 100 m passat el camp.
El jaciment s'emplaça a la part alta del vessant meridional del serrat de Viranes, en un context de bosc de pi blanc i alzines.

## Campanya d'excavacions
A l'any 1920 s'hi va realitzar una primera intervenció, en la que es localitzaren diversos cranis i ossos, tal com es pot comprovar en una fotografia antiga, guardada al Museu Comarcal de Manresa. Malauradament, tan sols es conserva, de la primera excavació, un crani que presenta una trepanació singular. El material es completa amb un bol de fons esfèric, lleugerament carenat, una petita olleta de perfil globular, base plana i dos petits mugrons decoratius, un bol colador amb mugrons superposats, una placa de sauló de forma rectangular amb un forat a cada extrem (aquesta peça és considerada un braçal d'arquer), una làmina de sílex de color blanc, una punta de sageta amb aletes i peduncle de sílex de color beig, una altra punta de sílex de color grisós, tres perles (dues discoïdals i una en forma de barrilet), una agulla de bronze i una destral plana de bronze (avui perduda car la que hi ha al museu manresà és una còpia de guix).
Miquel Cura va realitzar una nova excavació al 1976, on hi aparegueren dos cranis més, així com les tres perles anteriorment citades. Cronològicament, aquesta balma d'enterrament col·lectiu té una gran perduració atesa la diversitat de material, segons Miquel Cura. Així, l'inici se situaria a finals del Neolític i principis del Calcolític, cap al 2.800 aC, mentre que les peces més recents se situen en el Bronze Inicial, cap al 2.200 - 1.800 aC.

## Materials Arqueològics
S'han documentat els següents materials arqueològics:
- Crani amb trepanació d'interès.
- Tres cranis.
- Bol de fons esfèric, carenat.
- Olla globular petita.
- Bol colador amb mugrons superposats.
- Placa de sauló rectangular amb forats a cada extrem (possible braçal d’arquer).
- Làmina de sílex de color blanc.
- Punta de sageta amb aletes i peduncle de sílex beige.
- Punta de sílex de color grisós.
- Tres perles (dues discoidals i una en forma de barrilet).
- Una agulla de bronze.
- Una destral plana de bronze.

## Conservació del jaciment
Durant les tasques de revisió de la Carta Arqueològica, el desembre de 2010, es pogué constatar la progressiva degradació de l'abric. Les lloses que tancaven lateralment l'abric, valorades per Mireia Pedro, ja no estaven al seu lloc original. Així mateix, encara s'observen les traces de la intervenció de Miquel Cura, així com les proves de visites no autoritzades que haurien remogut el sediment amb un pal. Al fons de la cavitat, en el tall, s'observa una mandíbula humana i altres ossos.

## Memòries i informes
- Pedro Pascual, M., (juliol, setembre, octubre 2002), Memòria de la prospecció dels jaciments paradolmènics de Catalunya (nord-est peninsular), Mem.núm. 4903

## Bibliogràfia
- CURA MORERA, M. (1984). Informació Arqueològica
- DAURA, A.; GALOBART, J. (1982). Butlletí del Centre Excursionista Montserrat
- DAURA, A.; GALOBART, J. (1995). L’arqueologia al Bagés. Ed. Centre d’Estudis del Bages. p.p. 87-89.
- GUERRERO, L.A. (1981). Actes del Tercer Congrés Nacional de la Medicina
- LEN, L.; PERARNAU, J. (2010). Mapes del patrimoni cultural. Sallent.
- TURBÓN, D.; CAMPILLO, D. (1982). Estat actual de la recerca arqueològica a l’istme pirinenc. IV Col·loqui Internacional d’Arqueologia de Puigcerdà: 23-25 d’octubre de 1980.